# Liste des métropoles de l'Ohio
Cet article donne une Liste des métropoles de l'Ohio aux États-Unis.
Une région (ou aire) métropolitaine aux États-Unis se définit par une approche fonctionnelle et non comme en Europe par une approche historique. Elle consiste en un noyau de comtés urbanisés auquel sont rattachés d'autres comtés contigus sur des critères basés sur le degré d'intégration économique et social (la région métropolitaine prend le nom de la ou des villes les plus importantes incluses dans ce noyau).
| Rang | Métropole                                       | Population 2010 | Aires concernées |
| ---- | ----------------------------------------------- | --------------- | --- |
| 1    | Aire métropolitaine de Cincinnati-Nord Kentucky | 2 114 580       | dans l'Ohio : les comtés de Hamilton, de Butler, de Warren, de Clermont et de Brown dans le Kentucky : les comtés de Kenton, de Boone, de Campbell, de Grant, de Pendleton, de Bracken et de Gallatin dans l'Indiana : les comtés de Dearborn, de Franklin et d'Ohio |
| 2    | Aire métropolitaine de Cleveland                | 2 077 240       | dans l'Ohio : les comtés de Cuyahoga, de Lorain, de Lake, de Geauga et de Medina |
| 3    | Aire métropolitaine de Columbus                 | 1 836 536       | dans l'Ohio : les comtés de Franflin, de Delaware, de Licking, de Fairfield, de Pickaway, d'Union, de Madison et de Morrow |
| 4    | Aire métropolitaine de Dayton                   | 1 080 044       | dans l'Ohio : les comtés de Montgomery, de Greene, de Miami et de Preble |
| 5    | Aire métropolitaine d'Akron                     | 703 200         | dans l'Ohio : les comtés de Summit et de Portage |
| 6    | Aire métropolitaine de Toledo                   | 610 001         | dans l'Ohio : les comtés de Comté de Lucas, de Comté de Wood et de Comté de Fulton |
| 7    | Youngtown-Warren-Boardman                       | 565 773         | dans l'Ohio : les comtés de Mahoning et de Trumbull en Pennsylvanie : le comté de Mercer |
| 8    | Canton-Massillon                                | 404 422         | dans l'Ohio : les comtés de Carroll et de Stark |
| 9    | Huntington-Ashland                              | 285 475         | en Virginie Occidentale : les comtés de Wayne et de Cabell dans le Kentucky : les comtés de Boydet de Greenup dans l'Ohio : le comté de Lawrence |
| 10   | Pankersburg-Marietta-Vienna                     | 161 724         | en Virginie Occidentale : les comtés de Pleasants, de Wirt et de Wood dans l'Ohio : le comté de Washington |
| 11   | Wheeling                                        | 147 329         | en Virginie Occidentale : les comtés de Marshall et d'Ohio dans l'Ohio : le comté de Belmont |
| 12   | Weirton-Steubenville                            | 125 168         | dans l'Ohio : le comté de Jefferson en Virginie Occidentale : les comtés de Hancock et de Brooke |

## Autres regroupements
- Les aires de Cleveland, d'Akron et de Canton-Massillon forment avec quelques autres comtés de l'Ohio le Grand Cleveland : 3 515 646 habitants
- Grand Columbus fédèrent quelques autres cantons de l'Ohio dans une mégapole de 2 308 509 habitants